# Хибер-Спрингс
Хибер-Спрингс (англ. Heber Springs, Arkansas) — город, расположенный в округе Клиберн (штат Арканзас, США) с населением в 6432 человека по статистическим данным переписи 2000 года.
Является административным центром округа Клиберн.

## Общие сведения
Город получил своё название по комплексу природных источников, находящихся в восточной части Хибер-Спрингс почти на главной улице города. В северной его части расположено водохранилище Грирс-Ферри-Лейк, в котором в нижней от плотины части обитает занесённая в Красную книгу радужная форель.

## География
По данным Бюро переписи населения США город Хибер-Спрингс имеет общую площадь в 322,12 квадратных километров, из которых 18,13 кв. километров занимает земля и 1,53 кв. километров — вода. Площадь водных ресурсов округа составляет 0,47 % от всей его площади.
Хибер-Спрингс расположен на высоте 104 метра над уровнем моря.

## Демография
По данным переписи населения 2000 года в Хибер-Спрингсе проживало 6432 человека, 1851 семья, насчитывалось 2793 домашних хозяйств и 3159 жилых домов. Средняя плотность населения составляла около 357 человека на один квадратный километр. Расовый состав Хибер-Спрингса по данным переписи распределился следующим образом: 97,90 % белых, 0,23 % — чёрных или афроамериканцев, 0,44 % — коренных американцев, 0,39 % — азиатов, 0,03 % — выходцев с тихоокеанских островов, 0,79 % — представителей смешанных рас, 0,22 % — других народностей. Испаноговорящие составили 1,80 % от всех жителей города.
Из 2793 домашних хозяйств в 26,9 % — воспитывали детей в возрасте до 18 лет, 50,7 % представляли собой совместно проживающие супружеские пары, в 12,5 % семей женщины проживали без мужей, 33,7 % не имели семей. 30,5 % от общего числа семей на момент переписи жили самостоятельно, при этом 16,7 % составили одинокие пожилые люди в возрасте 65 лет и старше. Средний размер домашнего хозяйства составил 2,21 человек, а средний размер семьи — 2,72 человек.
Население города по возрастному диапазону по данным переписи 2000 года распределилось следующим образом: 21,5 % — жители младше 18 лет, 6,7 % — между 18 и 24 годами, 23,4 % — от 25 до 44 лет, 23,1 % — от 45 до 64 лет и 25,3 % — в возрасте 65 лет и старше. Средний возраст жителей составил 44 года. На каждые 100 женщин в Хибер-Спрингсе приходилось 83,9 мужчин, при этом на каждые сто женщин 18 лет и старше приходилось 80,3 мужчин также старше 18 лет.
Средний доход на одно домашнее хозяйство в городе составил 29 599 долларов США, а средний доход на одну семью — 37 228 долларов. При этом мужчины имели средний доход в 32 772 доллара США в год против 19 720 долларов среднегодового дохода у женщин. Доход на душу населения в городе составил 19 656 долларов в год. 8,6 % от всего числа семей в округе и 13,3 % от всей численности населения находилось на момент переписи населения за чертой бедности, при этом 17,6 % из них были моложе 18 лет и 12,8 % — в возрасте 65 лет и старше.

## Известные уроженцы и жители
- Эверетт Баркхолтер — член Палаты представителей США от штата Калифорния
- Лорел Гамильтон — американская писательница, автор серии романов «Анита Блейк»

## Плотина Грирс-Ферри
В октябре 1963 года плотину на озере Грирс-Ферри-Лейк открыл президент США Джон Кеннеди, убитый спустя месяц после этого события.